# Cimitero del profeta Khalid
Il cimitero del profeta Khalid (in persiano گورستان خالد نبی‎, "Cimitero del profeta Khaled") è un cimitero nel nordest dell'Iran, nella provincia del Golestan, vicino al confine con il Turkmenistan, a circa 64 km a nord-est della città di Gonbad-e Kavus, nelle colline Gokcheh Dagh del Turkmen Sahra. 
Si trova principalmente su un costone di montagna a circa 1 km di distanza dal mausoleo chiamato "Khaled Nabi" che secondo la tradizione orale di Yomut Turcomanni era un profeta pre-islamico e il cui mausoleo è visitato dai pellegrini insieme a quello vicino di Ata Chofun ("Padre Shepherd"), suo genero.

## Descrizione del sito del cimitero

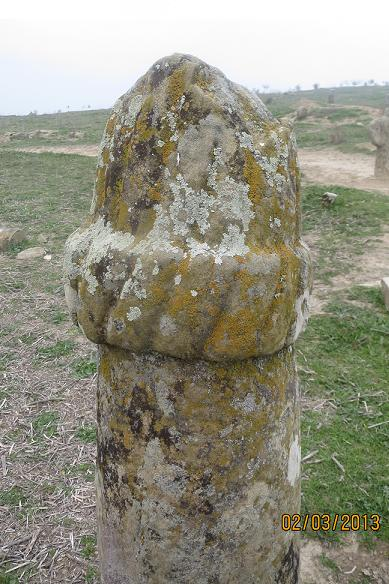
Lapide "tipo 1" lapide a Khaled Nabi con cappuccio / turbante

Il cimitero fu visitato nel 1979 e nel 1980 dall'archeologo David Stronach. Egli ha scoperto oltre 600 pietre ancora in piedi distribuite in diversi luoghi. Circa la metà di esse sono sul crinale che egli chiama "Altopiano" Sud e sud-est in cui vi sono piccoli gruppi di pietre su diversi altri crinali e collinette. A una certa distanza c'è un altro gruppo di 150 pietre circa che sono distribuite su una vasta area sul lato sud della montagna."
Stronach ha notato due tipi di lapidi sul sito. In entrambi ha visto "rappresentazioni di persone altamente stilizzate."
Il tipo 1 è del tipo a colonna cilindrica con un coperchio a cappuccio con altezze comprese tra 60 cm e 4 m. Molte di loro hanno costole orizzontali sulla verticale. Stronach interpreta le pietre di tipo 1 come raffigurazioni di uomini con i loro berretti, elmetti e, in alcuni casi, con turbanti ben visibili, che indicano parallelismi nelle lapidi ottomane.

Le pietre di tipo 2 sono generalmente più piccole, hanno sezioni rettangolari e due lobi ad alto numero di opposti. Stronach interpreta questi come forme umane con le braccia in posizione akimbo visibile in due pietre riccamente scolpite sul sito che mostrano chiaramente la forma umana. Non vedeva nessuna indicazione per il tipo 2 sul fatto di poter essere considerate come lapidi femminili.

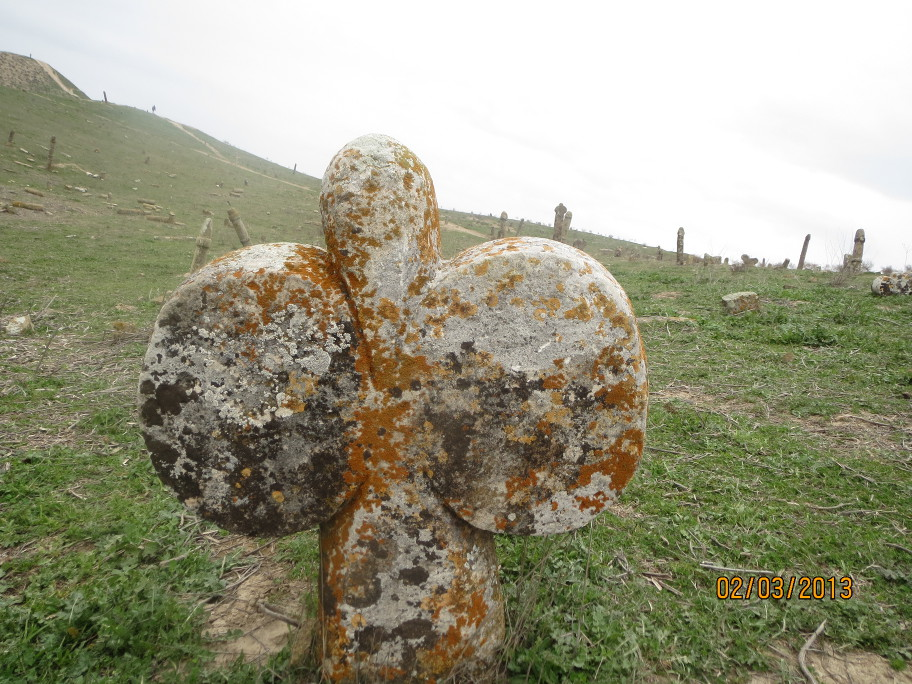
Lapide rotonda "tipo 2" al cimitero Khaled Nabii

Stronach ha osservato che il sito del profeta Khaled è unico per il fatto di avere pietre di tipo 1, inoltre ha notato pietre più recenti di tipo 2 anche in posizioni più distanti lungo il cosiddetto muro di Alessandro. Ha stimato la maggior parte delle pietre risalenti al XVII-XIX secolo. Indicò una possibile identità del presente sito con quella descritta da James Baillie Fraser all'inizio del XIX secolo come appartenente alla tribù dei turcomanni Goklan.

## Il cimitero nella percezione popolare
Nei media popolari le pietre sono spesso descritte come esempi di architettura fallica e una grande attrazione turistica.
I visitatori hanno spesso percepito le aste cilindriche come raffigurazioni di falli maschili. Ciò diede origine a supposizioni popolari sui culti della fertilità pre-islamica come sfondo di tali percezioni percepite. Di conseguenza, le pietre di tipo 2 arrotondate sono state attribuite a forme femminili e tombe. Tali descrizioni hanno contribuito alla popolarità del sito per i visitatori provenienti da parti distanti dell'Iran. Il cimitero, secondo la leggenda, contiene pietre di persone che sono state maledette da Dio per i loro peccati e appartenevano a persone che credevano nel feticismo secoli fa. La tomba è un luogo di pellegrinaggio religioso in cui le donne pregano in cerca di doni per il loro benessere, legando nastri negli alberi vicini. Il cimitero isolato è diventato un'attrazione turistica popolare in Iran e una fonte di divertimento tra i visitatori.
Il cimitero è ora un sito del patrimonio nazionale protetto dal governo iraniano.